# بادي مكارثي
بادي مكارثي (بالإنجليزية: Paddy McCarthy) مواليد 31 مايو 1983 في دبلن، هو لاعب كرة قدم يلعب مع بريستون نورث ايند كمدافع.

## المسيرة الاحترافية

### أندية لعب لها
- مانشستر سيتي
- ليستر سيتي
- نادي تشارلتون أتلتيك
- كريستال بالاس

## روابط خارجية
- بادي مكارثي على موقع قاعدة بيانات كرة القدم.إي يو (الإنجليزية)
- بادي مكارثي على موقع Soccerbase.com (لاعب) (الإنجليزية)
- بادي مكارثي على موقع Soccerway.com (الإنجليزية)
- بادي مكارثي على موقع عالم كرة القدم.نت (الإنجليزية)
- بادي مكارثي على موقع AS.com (الإسبانية)